# Mont Burel
Pour les articles homonymes, voir Burel.
Le mont Burel est un sommet d'origine volcanique culminant à 1 227 m d'altitude dans le département français de la Haute-Loire.

## Géographie

### Situation
Le mont Burel est situé dans le massif du Devès au sein du Massif central, dans la commune de Landos.

### Géologie
La montagne est le produit de deux événements volcaniques successifs : initialement un maar, suivi de la formation d'un cône volcanique qui l'a recouvert.